# 第戎主教座堂
第戎聖彼尼諾主教座堂（法語：Cathédrale Saint-Bénigne de Dijon）的主保圣人是第戎的圣彼尼諾，位于法国勃艮第首府第戎，是罗马天主教的主教座堂，法国国家历史文物。
这座聖堂原是圣贝尼涅修道院，法国大革命期间成立第戎教区，2002年升格为总教区。
目前的哥特式建筑修建于1280到1325年，1393年4月9日祝圣。